# Mazurka på sengekanten
Mazurka på sengekanten er en dansk film fra 1970, instrueret af John Hilbard og den første film i serien af Sengekantsfilm.

## Medvirkende
- Ole Søltoft
- Axel Strøbye
- Annie Birgit Garde
- Paul Hagen
- Karl Stegger
- Birte Tove
- Christoffer Bro
- Joen Bille
- Arthur Jensen
- Bjørn Spiro
- Søren Strømberg
- Holger Vistisen
- Bent Vejlby
- Anne Grete Nissen